# Lassahn

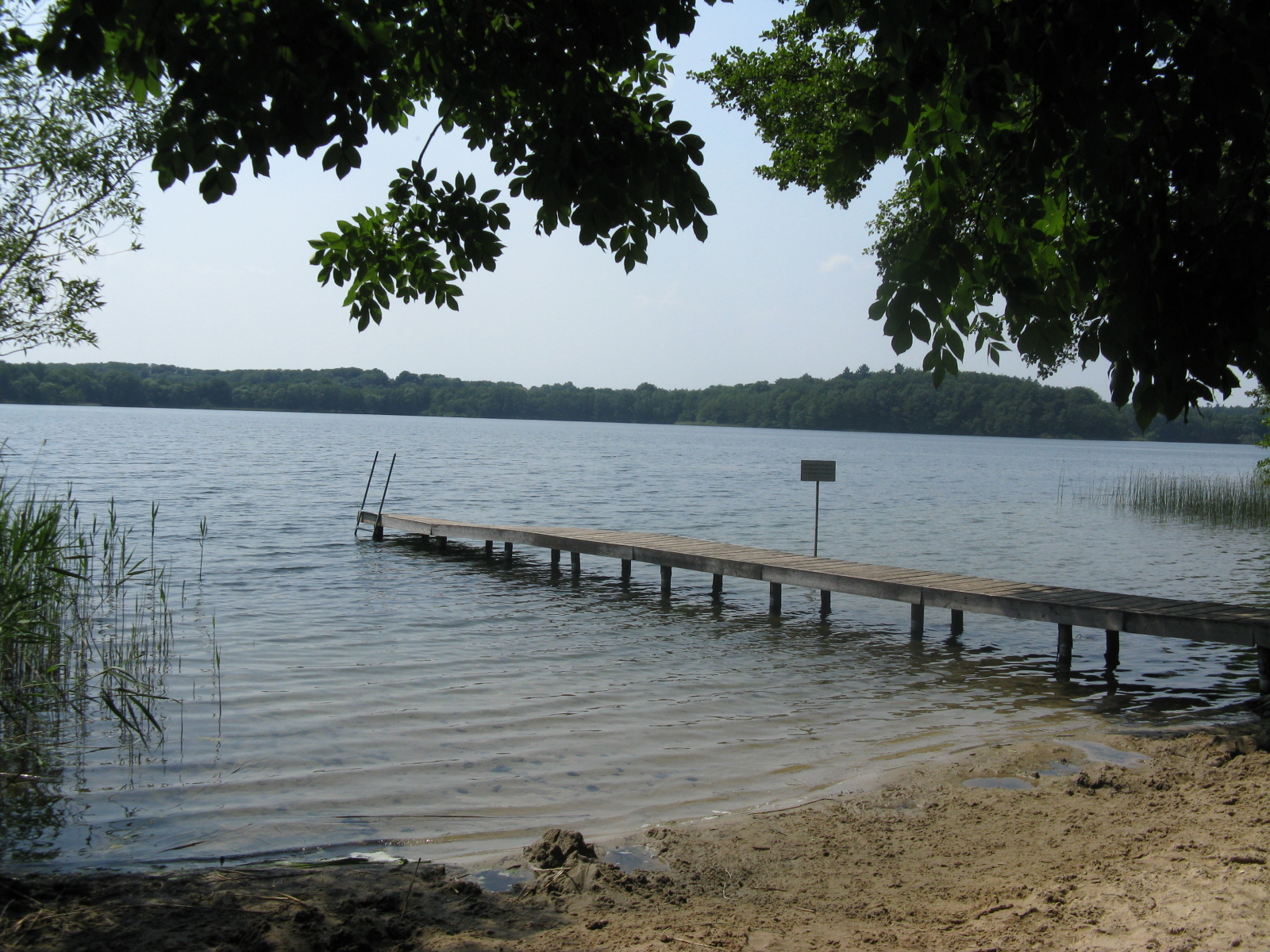
Schaalsee bei Lassahn, Juni 2008

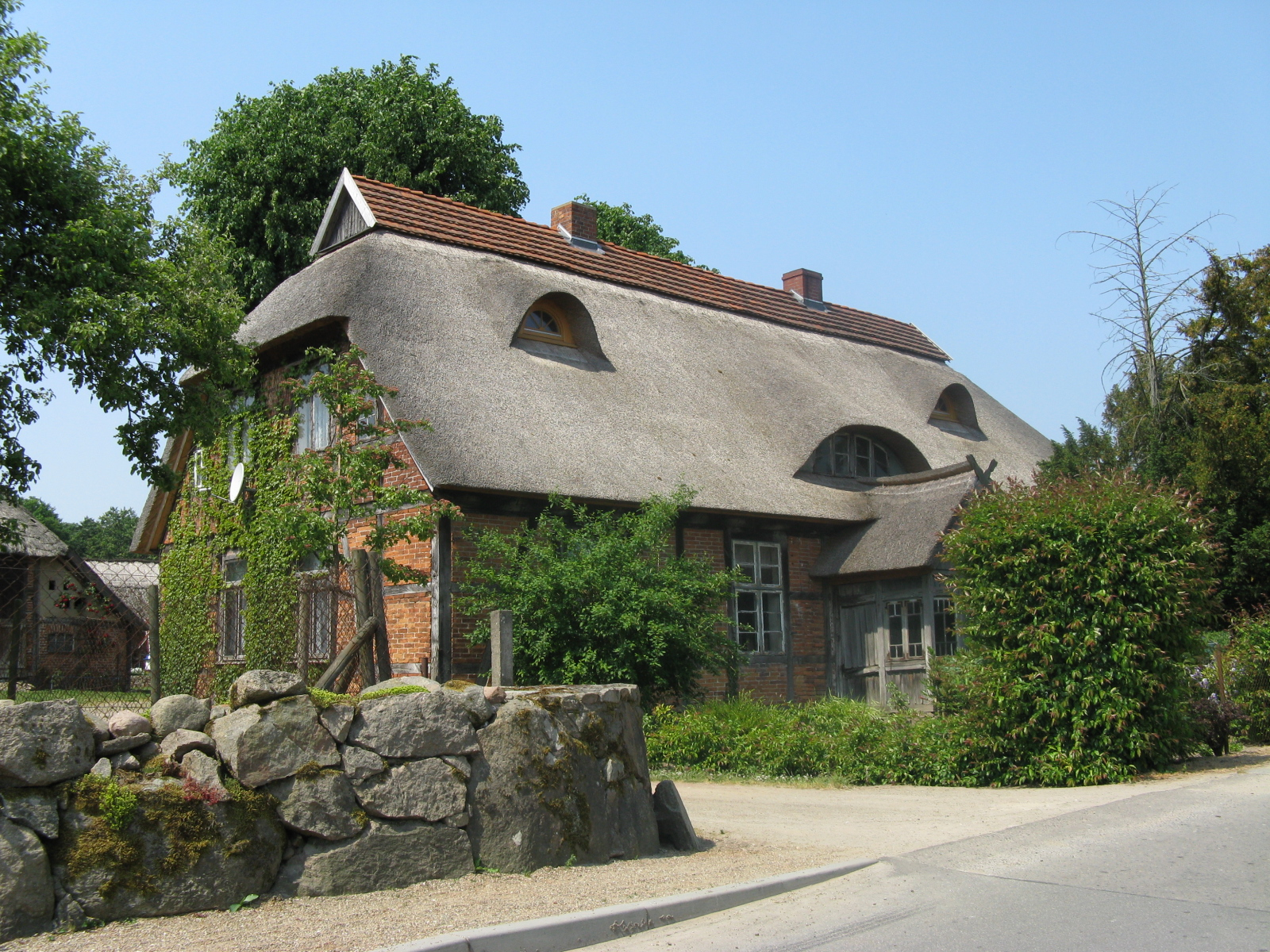
Reetgedecktes Haus, August 2008

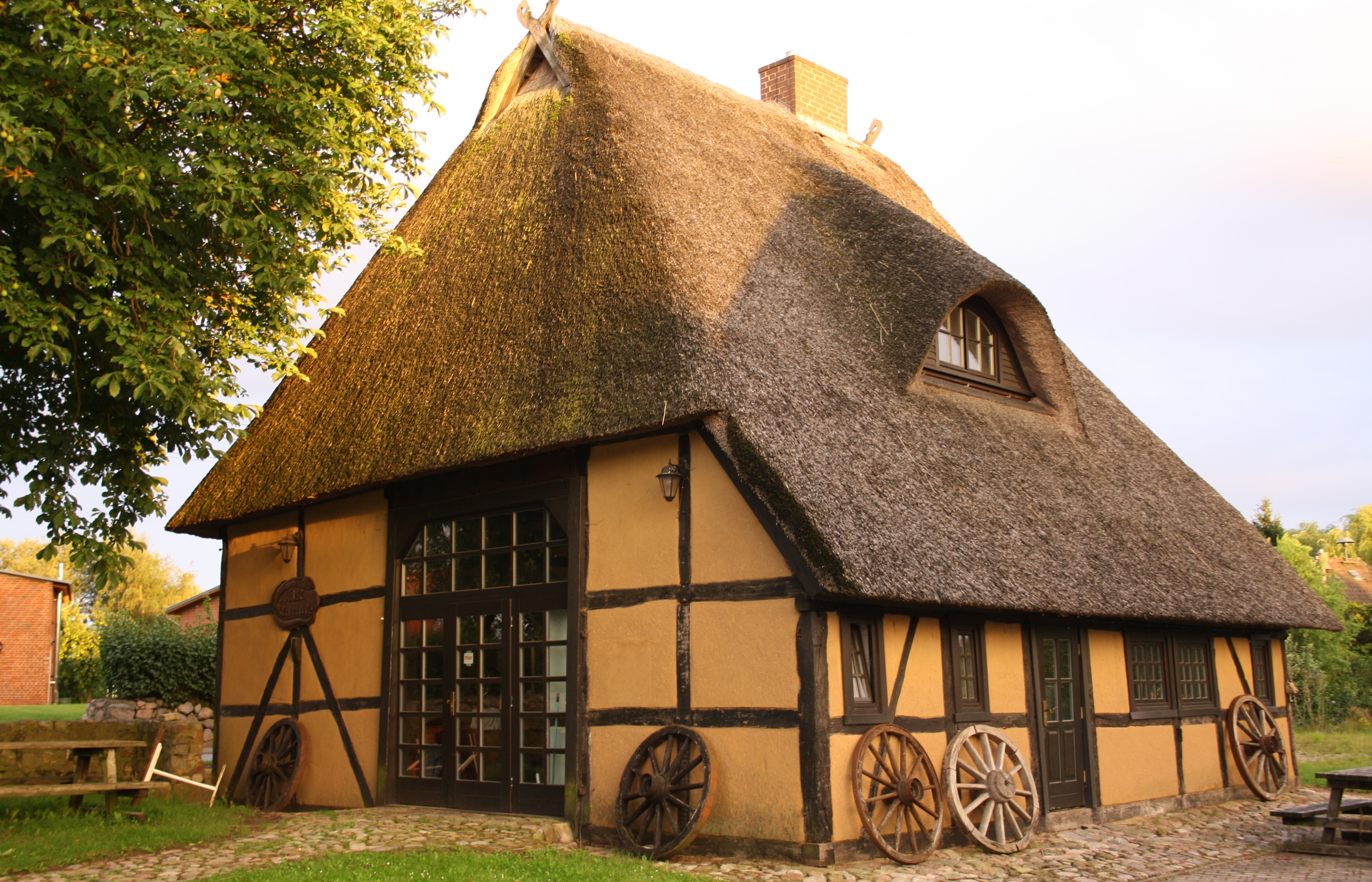
Reetdach-Scheune, Juli 2011

Lassahn ist ein Ortsteil der Stadt Zarrentin am Schaalsee im Westen des Landkreises Ludwigslust-Parchim in Mecklenburg-Vorpommern.

## Geografie

### Lage
Das Dorf liegt am Ostufer des Schaalsees. Das Terrain ist waldig und leicht hügelig. Die höchste Erhebung ist der nordöstlich des Ortes gelegene Stiegstückenberg mit 72 Metern über dem Meeresspiegel.

### Ortsteile
Neben dem Hauptort Lassahn gehörten zur ehemaligen Gemeinde noch die Ortsteile Stintenburg, Stintenburger Hütte, Hakendorf, Bernstorf und Techin.

## Geschichte
Der Ort wird 1230 im Ratzeburger Zehntregister erstmals urkundlich erwähnt, die St.-Abundus-Kirche ist um 1230 bereits vorhanden. Der Name Lassahn ist wendischen Ursprungs und weist auf „Waldbewohner“ hin.
Eine alte Flurkarte von 1740 bezeichnet die Ortslage „auf der Dorfstädte“ am Schaalseeufer zwischen Kirche und altem Forsthaus. Noch heute werden auf diesen Grundstücken im Boden Siedlungsscherben gefunden. Um 1287 scheint Lassahn ein Rittersitz gewesen zu sein, um 1345 wird der Besitzer Carlow nachgewiesen.
1353 wird die Lassahner Burg von Herzog Erich III. von Lauenburg und den Lübeckern gestürmt. Reimer von Carlow verkaufte im Jahre 1400 die Dörfer Techin und Lassahn mit allen Rechten für 1000 Lübsche Pfennige an Herzog Erich V. von Lauenburg. Dieser vereinigte nun Lassahn mit Stintenburg und Kampenwerder, die er bereits im Februar desselben Jahres durch Tausch erworben hatte. Seitdem war Lassahn eine Pertinenz von Stintenburg und mit dessen Schicksal verbunden.
Lassahn ist stets ein Bauerndorf gewesen. Während um 1230 von 28 Hufen berichtet wird, sind es 1655 nur 22 Hufen, 7 waren wüst, ein Zeichen der Verheerung des Dreißigjährigen Krieges.
Die ältesten Bauernfamilien waren Steinfatt (1581), Olrogg (1581), Krack (1619), Körner (1619) und Rump (1627). Um 1900 gab es in Lassahn eine zweiklassige Schule, eine Meierei, eine Gaststätte, sieben Gewerbetreibende und Händler sowie 20 Bauern.
Bis 1939 war Lassahn auch mit dem Boot zu erreichen. Dreimal täglich konnte man vom Schaalseekanal über Salem, Dargow, Seedorf nach Lassahn von dort nach Groß Zecher und Zarrentin mit der MS Lauenburg reisen.
Bis zum November 1945 gehörte Lassahn zum „Gutsbezirk Stintenburg“, die Verwaltung lag im Amt Ratzeburg. Seit dem 26. November 1945 ist Lassahn mit seinen Ortsteilen auf Grund der im Barber-Ljaschtschenko-Abkommen festgelegten Gebietsveränderungen zwischen britischen und sowjetischen Militärbehörden zur damaligen sowjetischen Besatzungszone zugeordnet worden.
In diesem Zusammenhang kam es im November 1945 zu einer großen Umsiedlung im Rahmen derer hunderte von Lassahnern mit all ihrem Besitz über die Stintenburger Insel ans Westufer des Schaalsees transportiert wurden. Dabei wurden den Aufzeichnungen nach etwa 800 Lastwagenfuhren bis zum Westufer der Insel gebracht und dort mit Booten, Flößen und Schiffen über den See transportiert.
Wer nicht evakuiert werden wollte, durfte höchstens 1 Pferd, 1 Kuh, 1 Schwein, 1 Schaf, 1 Wagen, 1 Egge, 1 Pflug und höchstens Lebensmittel für 30 Tage behalten.
Am 1. Juli 1950 wurden die bisher eigenständigen Gemeinden Bernsdorf, Hakendorf, Stintenburger Hütte und Techin eingegliedert.
In der Zeit der deutschen Teilung war Lassahn durch die immer stärker ausgebauten Grenzanlagen stark beeinflusst. Die Bewohner waren vom See vollkommen abgeschnitten. An verschiedenen Stellen wurden Häuser und ganze Ortsteile abgerissen, um die Grenzanlagen zu erweitern. Lassahn beherbergte in dieser Zeit auch eine große Anzahl von Grenztruppen und militärischer Einrichtungen.
Am 12. November 1989 wurde die Grenze an der Bundesstraße 208 hinter Mustin geöffnet. 2004 wurde Lassahn in die Stadt Zarrentin am Schaalsee eingemeindet.

## Sehenswürdigkeiten

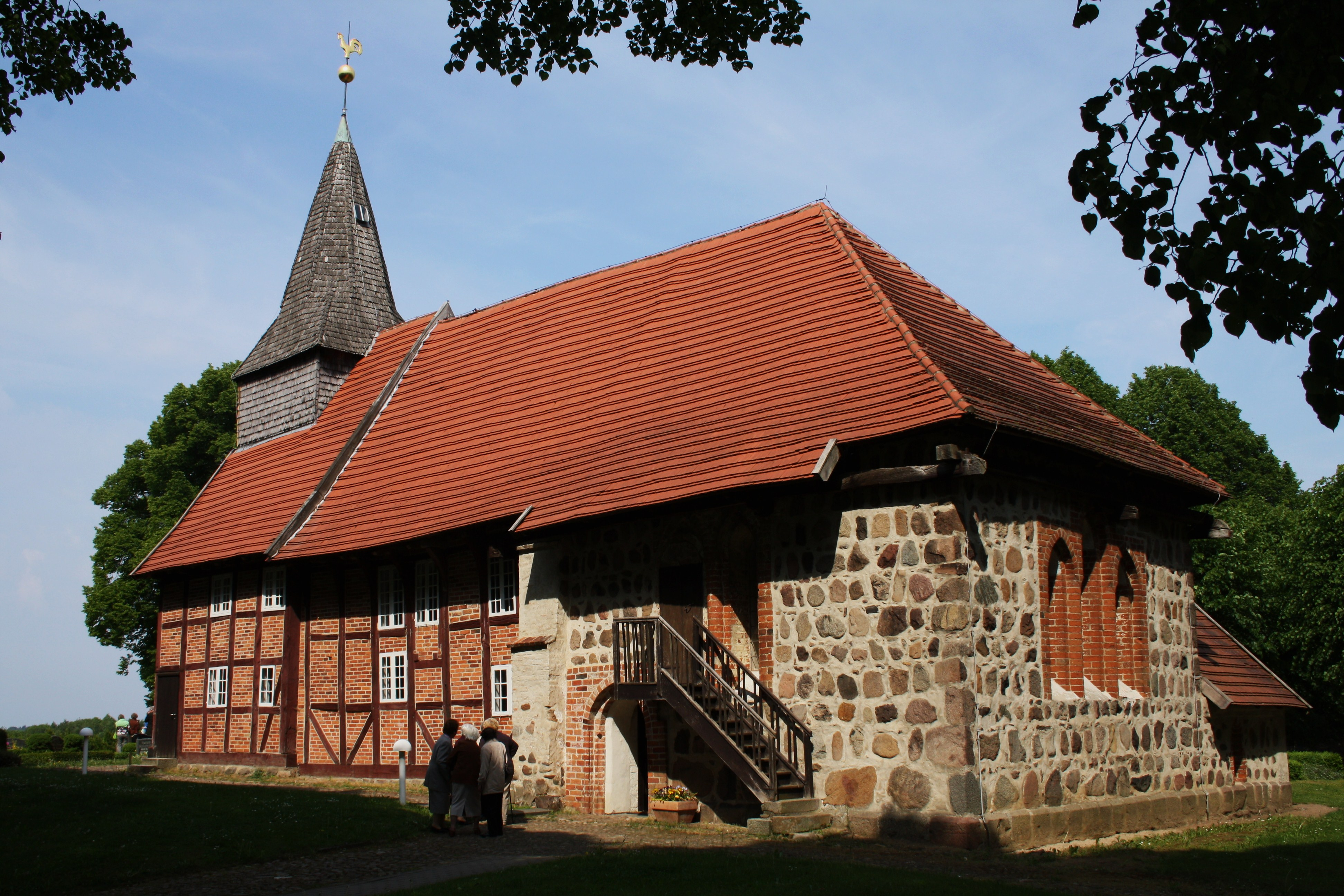
Dorfkirche Lassahn

Die St.-Abundus-Kirche in Lassahn mit ihrer Feldstein-Sakristei aus dem 13. Jahrhundert erhielt im 17./18. Jahrhundert Fachwerkanbauten und einen Turm. Zur Ausstattung gehört ein Altarbild von 1898. Auf der Turmspitze befindet sich ein goldener Hahn von 1980. Im Turm befindet sich eine Glocke von 1993. Zwei ausgediente Glocken sind vor der Kirche ausgestellt.
Neben der St.-Abundus-Kirche ist der Gasthof Seeblick bedeutend. Der Gasthof wird bereits Mitte des 18. Jahrhunderts urkundlich als Burwieckscher Gasthof erwähnt, der zugleich auch Schmiede, Krämerladen und Poststation war. 1910 wurde er durch einen Saalbau ergänzt, der allerdings im Winter 1978 durch Feuer zerstört wurde und 1980 als Mehrzweckhalle wiederaufgebaut wurde. 1925 übernahm der Gastwirt Pankow den Seeblick und stockte das bis dahin einstöckige Hauptgebäude 1925 auf. 1967 übernahmen Gisa und Dieter Redmann die Gaststätte, die diese bis 2003 zunächst als Konsumgaststätte, später unter dem Namen „Schaalseetreff“ betrieben.
In der Liste der Baudenkmale in Zarrentin am Schaalsee sind für Lassahn vier Baudenkmale aufgeführt.

## Persönlichkeiten
- Otto Garber (1880–1949), Autor
- Hermann Körner (1907–1977), Politiker, Bürgermeister von Reinbek